# Coppa del Mondo di slittino su pista naturale 2023
La Coppa del Mondo di slittino su pista naturale 2022/2023, trentunesima edizione della manifestazione organizzata dalla Federazione Internazionale Slittino, ebbe inizio il 15 dicembre 2022 a Obdach in Austria.
L'italiana Evelin Lanthaler ha conquistato la sua settima sfera di cristallo, nonché sesta consecutiva, dominando ognuna delle sette gare in programma. Al secondo posto in classifica generale è giunta l'austriaca Tina Unterberger mentre sul terzo gradino del podio è salita l'italiana Greta Pinggera, alla sua ultima stagione in Coppa del Mondo. L'Italia ha dominato l'intera stagione collezionando 16 podi e quattro doppiette in sette gare.
Per quanto riguarda il singolo maschile il trofeo è andato all'austriaco Thomas Kammerlander, anch'egli a fine carriera, che è riuscito ad aggiudicarsi per la quinta volta questo prestigioso trofeo. Grazie alle due vittorie di fine stagione nella sua gara di casa, ha preceduto in classifica generale l'italiano Alex Gruber, detentore del titolo, e l'austriaco Michael Scheikl.
L'Italia si è aggiudicata la Coppa delle nazioni per il diciassettesimo anno consecutivo e per la ventitreesima volta nella sua storia. Ha totalizzato più punti di ogni altra nazionale in tutte le gare disputatesi. Gli atleti italiani hanno vinto 16 delle 21 gare in programma. La nazionale austriaca si è aggiudicata le restanti prove.

## Calendario
| Tappa | Località     | Data                | Singolo                  | Singolo                  | Doppio                   | Inseguimento             | Inseguimento             | Inseguimento             |                          |
| Tappa | Località     | Data                | Donne                    | Uomini                   | Doppio                   | Donne                    | Uomini                   | Doppio                   |                          |
| ----- | ------------ | ------------------- | ------------------------ | ------------------------ | ------------------------ | ------------------------ | ------------------------ | ------------------------ | ------------------------ |
| 1     | Obdach       | 15–18 dicembre 2022 | ●                        | ●                        | ●                        | ●                        | ●                        | ●                        |                          |
| 2     | Valgiovo     | 12–14 gennaio 2023  | ●                        | ●                        | ●                        |                          |                          |                          |                          |
| 2     | Valgiovo     | 14–15 gennaio 2023  | ●                        | ●                        | ●                        |                          |                          |                          |                          |
| 3     | Nova Ponente | 27–29 gennaio 2023  | ●                        | ●                        | ●                        |                          |                          |                          |                          |
| M     | Nova Ponente | 10–12 febbraio 2023 | XXIV Campionati mondiali | XXIV Campionati mondiali | XXIV Campionati mondiali | XXIV Campionati mondiali | XXIV Campionati mondiali | XXIV Campionati mondiali | XXIV Campionati mondiali |
| 4     | Umhausen     | 17–18 febbraio 2023 | ●                        | ●                        | ●                        |                          |                          |                          |                          |
| 4     | Umhausen     | 18–19 febbraio 2023 | ●                        | ●                        | ●                        |                          |                          |                          |                          |

## Risultati

### Singolo donne
| Data             | Località     | Nazione | Prima                   | Seconda                  | Terza                     |
| ---------------- | ------------ | ------- | ----------------------- | ------------------------ | ------------------------- |
| 17 dicembre 2022 | Obdach       | Austria | Evelin Lanthaler Italia | Tina Unterberger Austria | Greta Pinggera Italia     |
| 14 gennaio 2023  | Valgiovo     | Italia  | Evelin Lanthaler Italia | Greta Pinggera Italia    | Daniela Mittermair Italia |
| 15 gennaio 2023  | Valgiovo     | Italia  | Evelin Lanthaler Italia | Greta Pinggera Italia    | Nadine Staffler Italia    |
| 29 gennaio 2023  | Nova Ponente | Italia  | Evelin Lanthaler Italia | Tina Unterberger Austria | Greta Pinggera Italia     |
| 18 febbraio 2023 | Umhausen     | Austria | Evelin Lanthaler Italia | Greta Pinggera Italia    | Tina Unterberger Austria  |
| 19 febbraio 2023 | Umhausen     | Austria | Evelin Lanthaler Italia | Tina Unterberger Austria | Greta Pinggera Italia     |

### Inseguimento donne
| Data             | Località | Nazione | Prima                   | Seconda                | Terza                    |
| ---------------- | -------- | ------- | ----------------------- | ---------------------- | ------------------------ |
| 18 dicembre 2022 | Obdach   | Austria | Evelin Lanthaler Italia | Nadine Staffler Italia | Tina Unterberger Austria |

### Singolo uomini
| Data             | Località     | Nazione | Primo                       | Secondo                 | Terzo                                      |
| ---------------- | ------------ | ------- | --------------------------- | ----------------------- | ------------------------------------------ |
| 16 dicembre 2022 | Obdach       | Austria | Thomas Kammerlander Austria | Michael Scheikl Austria | Florian Clara Italia                       |
| 14 gennaio 2023  | Valgiovo     | Italia  | Alex Gruber Italia          | Michael Scheikl Austria | Florian Clara Italia Fabian Brunner Italia |
| 15 gennaio 2023  | Valgiovo     | Italia  | Thomas Kammerlander Austria | Alex Gruber Italia      | Fabian Brunner Italia                      |
| 29 gennaio 2023  | Nova Ponente | Italia  | Patrick Pigneter Italia     | Alex Gruber Italia      | Thomas Kammerlander Austria                |
| 18 febbraio 2023 | Umhausen     | Austria | Thomas Kammerlander Austria | Florian Clara Italia    | Fabian Brunner Italia                      |
| 19 febbraio 2023 | Umhausen     | Austria | Thomas Kammerlander Austria | Patrick Pigneter Italia | Alex Gruber Italia                         |

### Inseguimento uomini
| Data             | Località | Nazione | Primo                   | Secondo            | Terzo                       |
| ---------------- | -------- | ------- | ----------------------- | ------------------ | --------------------------- |
| 18 dicembre 2022 | Obdach   | Austria | Michael Scheikl Austria | Alex Gruber Italia | Thomas Kammerlander Austria |

### Doppio
| Data             | Località     | Nazione | Primi                                       | Secondi                                     | Terzi                                           |
| ---------------- | ------------ | ------- | ------------------------------------------- | ------------------------------------------- | ----------------------------------------------- |
| 17 dicembre 2022 | Obdach       | Austria | Patrick Lambacher Matthias Lambacher Italia | Patrick Pigneter Florian Clara Italia       | Fabian Achenrainer Miguel Brugger Austria       |
| 13 gennaio 2023  | Valgiovo     | Italia  | Patrick Lambacher Matthias Lambacher Italia | Patrick Pigneter Florian Clara Italia       | Mathias Troger Daniel Gruber Italia             |
| 14 gennaio 2023  | Valgiovo     | Italia  | Patrick Lambacher Matthias Lambacher Italia | Patrick Pigneter Florian Clara Italia       | Anton Gruber Genetti Hannes Unterholzner Italia |
| 28 gennaio 2023  | Nova Ponente | Italia  | Patrick Pigneter Florian Clara Italia       | Patrick Lambacher Matthias Lambacher Italia | Peter Neupauer Dominik Neupauer Slovacchia      |
| 17 febbraio 2023 | Umhausen     | Austria | Patrick Pigneter Florian Clara Italia       | Patrick Lambacher Matthias Lambacher Italia | Matevz Vertelj Vid Kralj Slovenia               |
| 18 febbraio 2023 | Umhausen     | Austria | Patrick Pigneter Florian Clara Italia       | Patrick Lambacher Matthias Lambacher Italia | Anton Gruber Genetti Hannes Unterholzner Italia |

### Inseguimento doppio
| Data             | Località | Nazione | Primi                                       | Secondi                               | Terzi                                     |
| ---------------- | -------- | ------- | ------------------------------------------- | ------------------------------------- | ----------------------------------------- |
| 17 dicembre 2022 | Obdach   | Austria | Patrick Lambacher Matthias Lambacher Italia | Patrick Pigneter Florian Clara Italia | Fabian Achenrainer Miguel Brugger Austria |

## Classifiche generali
Il sistema di punteggio è rimasto invariato rispetto alla precedente stagione:
| Piazzamento | 1   | 2  | 3  | 4  | 5  | 6  | 7  | 8  | 9  | 10 | 11 | 12 | 13 | 14 | 15 | 16 | 17 | 18 | 19 | 20 | 21 | 22 | 23 | 24 | 25 | 26 | 27 | 28 | 29 | 30 | 31 | 32 | 33 | 34 | 35 | 36 | 37 | 38 | 39 | 40+ |
| Punti       | 100 | 85 | 70 | 60 | 55 | 50 | 46 | 42 | 39 | 36 | 34 | 32 | 30 | 28 | 26 | 25 | 24 | 23 | 22 | 21 | 20 | 19 | 18 | 17 | 16 | 15 | 14 | 13 | 12 | 11 | 10 | 9  | 8  | 7  | 6  | 5  | 4  | 3  | 2  | 1   |

Nel singolo maschile vige la regola di massimo sei atleti per nazione partecipanti alla prima manche di ogni gara. Solamente i quattro migliori atleti di ogni nazione si qualificano alla seconda manche. Il regolamento prevede comunque l'assegnazione di 14 punti al miglior non qualificato, 13 punti al secondo migliore e così via per tutti gli altri che non hanno il diritto di competere alla seconda discesa.
Nel doppio si qualificano alla seconda manche solo i primi tre equipaggi di ogni nazione. I non qualificati ricevono, a scalare, da 24 punti in poi.

### Singolo donne
| Pos. | Nome                   | Nazione     | OBD-1   | OBD-2 | GIO-1  | GIO-2  | NOP | UMH-1  | UMH-2  | Punti |
| ---- | ---------------------- | ----------- | ------- | ----- | ------ | ------ | --- | ------ | ------ | ----- |
| 1    | Evelin Lanthaler       | Italia      | 1       | 1     | 1      | 1      | 1   | 1      | 1      | 700   |
| 2    | Tina Unterberger       | Austria     | 2       | 3     | 4      | 4      | 2   | 3      | 2      | 515   |
| 3    | Greta Pinggera         | Italia      | 3       | 7     | 2      | 2      | 3   | 2      | 3      | 511   |
| 4    | Nadine Staffler        | Italia      | 4       | 2     | 6      | 3      | 7   | 8 (NQ) | 6      | 375   |
| 5    | Michelle Diepold       | Austria     | 6       | 4     | 8      | 6      | 6   | 4      | 4      | 372   |
| 6    | Lisa Walch             | Germania    | 8       | 6     | 7      | 8      | 5   | 8      | 8      | 319   |
| 7    | Daniela Mittermair     | Italia      | 7       | 8     | 3      | 7 (NQ) | 4   | 7      | 7 (NQ) | 291   |
| 8    | Sara Schiller          | Germania    | 9       | 9     | 9      | 9      | -   | 5      | 7      | 257   |
| 9    | Patricija Urbanc       | Croazia     | 11      | 11    | 12     | 12     | 9   | 11     | 11     | 239   |
| 10   | Riccarda Ruetz         | Austria     | 5       | 5     | 5      | 7      | -   | -      | -      | 211   |
| 11   | Jenny Castiglioni      | Italia      | 10 (NQ) | -     | 7 (NQ) | 5      | -   | 6      | 5      | 200   |
| 12   | Katie Cookman          | Stati Uniti | -       | -     | 13     | 13     | 10  | 12     | 12     | 160   |
| 13   | Verena Alexandra Fuchs | Austria     | 10      | 10    | 10     | 10     | -   | -      | -      | 144   |
| 14   | Nadja Maria Loder      | Canada      | -       | -     | 14     | 14     | 11  | 13     | DNS    | 120   |
| 15   | Anastasiya Slyusar     | Ucraina     | -       | -     | -      | -      | 8   | 10     | 9      | 117   |

### Singolo uomini
| Pos. | Nome                | Nazione  | OBD-1   | OBD-2 | GIO-1 | GIO-2 | NOP | UMH-1  | UMH-2  | Punti |
| ---- | ------------------- | -------- | ------- | ----- | ----- | ----- | --- | ------ | ------ | ----- |
| 1    | Thomas Kammerlander | Austria  | 1       | 3     | 5     | 1     | 3   | 1      | 1      | 595   |
| 2    | Alex Gruber         | Italia   | 4       | 2     | 1     | 2     | 2   | 5      | 3      | 540   |
| 3    | Michael Scheikl     | Austria  | 2       | 1     | 2     | 4     | 5   | 7      | 4      | 491   |
| 4    | Florian Clara       | Italia   | 3       | 4     | 3     | 5     | 4   | 2      | 7 (NQ) | 414   |
| 5    | Patrick Pigneter    | Italia   | 5       | 7     | 7     | 6     | 1   | 5 (NQ) | 2      | 364   |
| 6    | Florian Markt       | Austria  | 9       | 8     | 7     | 8     | 7   | 9      | 7      | 300   |
| 7    | Fabian Brunner      | Italia   | -       | -     | 3     | 3     | -   | 3      | 5      | 265   |
| 8    | Bine Mekina         | Slovenia | 11      | 10    | 11    | 13    | 10  | 14     | 11     | 232   |
| 9    | Jerome Almer        | Svizzera | 15      | 13    | 14    | 12    | 9   | 11     | 15     | 215   |
| 10   | Daniel Gruber       | Italia   | 7 (NQ)  | -     | 9     | 10    | 6   | 4      | 6      | 213   |
| 11   | Stefan Federer      | Svizzera | 8       | 9     | 8     | 9     | -   | 6      | DNS    | 212   |
| 12   | Miguel Brugger      | Austria  | 12 (NQ) | -     | 9     | 7     | 10  | 8      | 8      | 206   |
| 13   | Vid Kralj           | Slovenia | 13      | 15    | 10    | 11    | -   | 10     | 10     | 198   |
| 14   | Matevz Vertelj      | Slovenia | 14      | 12    | 12    | 10    | -   | 12     | 14     | 188   |
| 15   | Ziga Kralj          | Slovenia | 10      | 14    | 13    | 14    | -   | 13     | 12     | 184   |

### Doppio
| Pos. | Nome                                     | Nazione    | OBD-1 | OBD-2 | GIO-1  | GIO-2  | NOP | UMH-1 | UMH-2 | Punti |
| ---- | ---------------------------------------- | ---------- | ----- | ----- | ------ | ------ | --- | ----- | ----- | ----- |
| 1    | Patrick Lambacher Matthias Lambacher     | Italia     | 1     | 1     | 1      | 1      | 2   | 2     | 2     | 655   |
| 2    | Patrick Pigneter Florian Clara           | Italia     | 2     | 2     | 2      | 2      | 1   | 1     | 1     | 640   |
| 3    | Matevz Vertelj Vid Kralj                 | Slovenia   | 4     | 4     | 4      | 4      | -   | 3     | 4     | 370   |
| 4    | Anton Gruber Genetti Hannes Unterholzner | Italia     | -     | 5     | 5 (NQ) | 3      | -   | 4     | 3     | 279   |
| 5    | Peter Neupauer Dominik Neupauer          | Slovacchia | -     | -     | 5      | 5      | 3   | -     | -     | 180   |
| 6    | Fabian Achenrainer Miguel Brugger        | Austria    | 3     | 3     | -      | -      | -   | -     | -     | 140   |
| 7    | Adrian Machnik Nikolas Dawidowski        | Polonia    | 5     | 6     | -      | -      | -   | -     | -     | 105   |
| 8    | Mathias Troger Daniel Gruber             | Italia     | -     | -     | 3      | 4 (NQ) | DNF | -     | -     | 94    |
| 9    | Gabriel Halcin Samuel Halcin             | Slovacchia | -     | -     | -      | -      | 4   | -     | -     | 60    |

### Coppa delle nazioni
| Pos. | Nazione       | OBD   | GIO-1 | GIO-2 | NOP | UMH-1 | UMH-2 | Punti |
| ---- | ------------- | ----- | ----- | ----- | --- | ----- | ----- | ----- |
| 1    | Italia        | 1 558 | 928   | 903   | 770 | 837   | 831   | 5 827 |
| 2    | Austria       | 1 170 | 441   | 463   | 361 | 419   | 452   | 3 306 |
| 3    | Slovenia      | 370   | 226   | 222   | 36  | 196   | 190   | 1 240 |
| 4    | Germania      | 236   | 126   | 105   | 55  | 121   | 112   | 755   |
| 5    | Svizzera      | 182   | 88    | 89    | 63  | 103   | 47    | 572   |
| 6    | Stati Uniti   | 0     | 95    | 95    | 120 | 98    | 102   | 510   |
| 7    | Slovacchia    | 0     | 123   | 124   | 217 | 0     | 0     | 464   |
| 8    | Polonia       | 416   | 0     | 0     | 0   | 0     | 0     | 416   |
| 9    | Croazia       | 68    | 32    | 32    | 39  | 34    | 34    | 239   |
| 10   | Corea del Sud | 127   | 16    | 17    | 20  | 20    | 20    | 220   |
| 11   | Canada        | 0     | 28    | 28    | 34  | 30    | 0     | 120   |
| 12   | Ucraina       | 0     | 0     | 0     | 42  | 36    | 39    | 117   |
| 13   | Rep. Ceca     | 50    | 0     | 0     | 0   | 26    | 30    | 106   |
| 14   | Romania       | 58    | 0     | 0     | 44  | 0     | 0     | 102   |
| 15   | Francia       | 0     | 23    | 22    | 26  | 0     | 0     | 71    |